# Pleuronectes putnami
Pleuronectes putnami är en fiskart som först beskrevs av Gill, 1864.  Pleuronectes putnami ingår i släktet Liopsetta och familjen flundrefiskar. Inga underarter finns listade i Catalogue of Life.